# Marcellus Emants

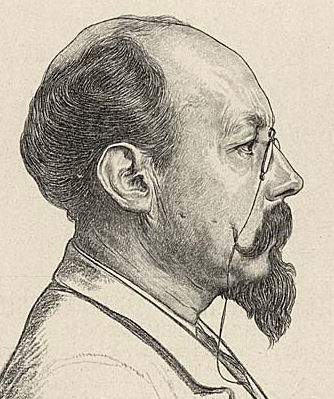
Marcellus Emants

Marcellus Emants, född 12 augusti 1848 i Voorburg, Zuid-Holland, död 14 oktober 1923 i Baden, Schweiz, var en nederländsk författare.
Emants var en av förelöparna till den nya litterära rörelsen på 1800-talet och stod under inflytande av den franska realismen. Han framträdde med de allegoriska diktverken Lilith (1879) och Godenschemering (1883). Sin plats i den holländska litteraturhistorien vann Emants främst genom romanerna Een nagelaten bekentenis (1894) och Inwijding (1904) jämte en rad andra, ofta misantropiska romaner och noveller.